# 胡崇曾
胡崇曾（1517年—？），字參伯，浙江紹興府會稽縣人，軍籍，明朝政治人物。

## 生平
嘉靖二十八年（1549年）己酉科浙江鄉試第七十名舉人。嘉靖二十九年（1550年）中式庚戌科會試第九十六名，三甲第一百零七名進士。任廣東廣州府推官。历官吉安府通判，官至南京刑部主事。

## 家族
曾祖胡謐，布政司右參政 加贈大中大夫資治少尹；祖父胡悳，刑部主事；父胡洲，母何氏。具庆下。